# Körle
Körle – miejscowość i gmina w Niemczech, w kraju związkowym Hesja, w rejencji Kassel, w powiecie Schwalm-Eder.

## Współpraca
Miejscowość partnerska:
- Floh-Seligenthal, Turyngia